# Androsace cortusifolia
Androsace cortusifolia är en viveväxtart som beskrevs av Takenoshin Nakai. Androsace cortusifolia ingår i släktet grusvivor, och familjen viveväxter. Inga underarter finns listade i Catalogue of Life.